# Västra Kortingvattnet, Lappland
Västra Kortingvattnet är en sjö i Åsele kommun i Lappland och ingår i Ångermanälvens huvudavrinningsområde. Sjön har en area på 0,712 kvadratkilometer och ligger 389,1 meter över havet. Sjön avvattnas av vattendraget Åkerbergsbäcken.

## Delavrinningsområde
Västra Kortingvattnet ingår i det delavrinningsområde (709560-155410) som SMHI kallar för Mynnar i Ässan. Medelhöjden är 432 meter över havet och ytan är 21,92 kvadratkilometer. Det finns inga avrinningsområden uppströms utan avrinningsområdet är högsta punkten. Åkerbergsbäcken som avvattnar avrinningsområdet har biflödesordning 3, vilket innebär att vattnet flödar genom totalt 3 vattendrag innan det når havet efter 164 kilometer. Avrinningsområdet består mestadels av skog (69 procent) och sankmarker (22 procent). Avrinningsområdet har 0,71 kvadratkilometer vattenytor vilket ger det en sjöprocent på 3,2 procent.